# Физическая культура
Физи́ческая культу́ра (от греч. φύσις — «природа» и лат. cultura — «возделываю, обрабатываю землю», сокр. физкульту́ра, физра́, в школе — разг. физ-ра) — система спортивной деятельности, направленная на гармоничное развитие духовных и физических сил человека.
Физическая культура — часть общей культуры человечества и представляет собой совокупность ценностей и знаний, создаваемых и используемых обществом в целях физического и интеллектуального развития способностей человека, совершенствования его двигательной активности и формирования здорового образа жизни, социальной адаптации путём физического воспитания, физической подготовки и физического развития, одна из основных частей той социальной деятельности, которая направлена на укрепление здоровья и развитие физических способностей человека. Физическая культура — это важнейшее средство формирования человека как личности.
На 2019 год ещё не существовало единого признанного во всём мире значения для понятия физической культуры, в российской и зарубежной литературе в него вкладывается различный смысл, различаются и парадигмы, и значения термина в этих парадигмах, в одном наборе смыслов это значения от совокупности материальных и духовных ценностей до вида деятельности, в другом — спектр понятий от вида материальной культуры до нематериальной или спортивной услуги. В РФ понятие «физическая культура» включает в себя широкий спектр культурных составляющих и научных сфер общества, а теория физической культуры исходит из основных положений теории культуры.
В СССР создание «нового человека» являлось одной из главных задач, средством которой послужило создание новой культуры, а важнейшей составляющей которой была физическая культура. С течением времени «гимнастику» в СССР переименовали в «физическую культуру», а «врачебную гимнастику» в «лечебную физическую культуру». В послевоенном СССР в понятие «физической культуры» был включён спорт в качестве её составной части (см. Олимпиада 1952, когда СССР впервые принял участие в международном спорте).
Регулярные занятия физкультурой, как и физическая активность в целом, значительно снижают риск сердечно-сосудистых заболеваний.

## История

### В мире
В истории человеческого общества всегда были какие-либо формы физического воспитания.
Самые древние средства физической культуры — естественные движения человека, производимые им в ходе повседневной деятельности. А самыми ранними формами организации физического воспитания были подвижные игры.
В рабовладельческом обществе были созданы системы физического воспитания и специальные учебные заведения военной направленности.
В античной Греции физические упражнения расценивались наравне с другими культурными ценностями (поэзией, музыкой), и в античных Олимпийских играх участвовали врач Гиппократ, философ Сократ, драматург Софокл и другие деятели античной культуры.
Идеолог пиетизма, немецкий педагог Франке Август Герман (1663—1727) доцент Лейпцигского университета, профессор в Галле, последователь Локка и Фенелона, основатель системы учебно-воспитательных учреждений для всех слоёв общества, подчёркивал необходимость в школах строгого приучения к физической культуре и ручному труду, влияние которого простиралось вплоть до России.
Во время ранних капиталистических обществ физическая культура была нацелена на обеспечение индустриального производства и массовых армий физически развитыми людьми.
В XIX веке в США и Англии появился термин «физическая культура» (англ. physical culture) в значении процесса, связанного с возделыванием или воспитанием физически развитого человека.

### В России
В 1899 году английский термин Physical culture переводился на русский язык как «физическое развитие».
В 1908 году немецкое словосочетание Коrper Кultur было переведено как «культура тела, красота и сила».
В 1911 году в работах на русском языке появился и с этого времени устоялся термин «физическая культура».
Первоначально термин «физическая культура» в России означал систему физических упражнений или использовался в смысле «воспитания и развития красоты тела».
В дальнейшем понятие «физическая культура» стало включать в себя охрану здоровья, режимы питания, сна и отдыха, личную и общественную гигиену, использование естественных природных факторов (солнца, воздуха и воды), физические упражнения и физический труд.
В XXI веке в России теория физической культуры исходит из основных положений теории культуры и использует тот же понятийный аппарат, при этом имеет и собственные специфические термины и понятия, которые отражают её сущность, цели, задачи, содержание, средства, методы и руководящие принципы.

## Составные части физической культуры
Основными частями физической культуры являются физические упражнения, ГТО, закаливание (обтирание, обливание, купание), гигиеническая гимнастика, туризм, физический труд.

### Оздоровительная физическая культура
Здоровье является важнейшей потребностью человека, обеспечивающей гармоническое развитие личности и определяющей его трудоспособность, и физическая культура в её оздоровительном направлении имеет большое значение для сохранения здоровья и поддержания активного долголетия.
Основными направлениями оздоровительной физической культуры являются оздоровительно-рекреативная, оздоровительно-реабилитационная, спортивно-реабилитационная и гигиеническая физическая культура.

#### Физическая рекреация
Рекреация (от лат. recreation — «восстановление») означает отдых, восстановление сил, потраченных в процессе труда, соревнований или тренировочных занятий человека.
Оздоровительно-рекреативная физическая культура представляет собой активный отдых и восстановление сил с помощью средств физического воспитания (занятия физическими упражнениями, подвижные и спортивные игры, туризм, охота). Результат физической рекреации — удовольствие, хорошее настроение и самочувствие, высокая работоспособность.

#### Оздоровительная реабилитация
Оздоровительно-реабилитационная физическая культура — использование физических упражнений специально в качестве средства восстановления функций организма, нарушенных или утраченных вследствие травм, заболеваний и переутомления.

#### Спортивная реабилитация
Спортивно-реабилитационная физическая культура направлена на восстановление функциональных и приспособительных возможностей организма и является важной частью системы подготовки спортсменов, она используется после длительных напряжённых нагрузок, испытываемых спортсменами на соревнованиях и в тренировках.

#### Гигиеническая физическая культура
Гигиеническая физическая культура — это различные повседневные формы физкультуры, включённые в обычную жизнь (утренняя гимнастика, прогулки и умеренные по нагрузке физические упражнения) в режиме дня, предназначенные для оперативной оптимизации функционального состояния организма в рамках повседневного быта и расширенного отдыха.
Утренняя гигиеническая гимнастика, иначе называемая «утренней зарядкой», которая состоит из комплекса физических упражнений умеренной нагрузки, охватывающих основную скелетную мускулатуру, помогает быстро привести организм в рабочее состояние после пробуждения. Она улучшает координацию нервно-мышечного аппарата, быстро приводит деятельность сердечно-сосудистой и дыхательной систем в нормальное для периода бодрствования состояние. Во время утренней гимнастики и последующих водных процедур активизируется деятельность кожных и мышечных рецепторов, вестибулярного аппарата, повышается возбудимость центральной нервной системы, в итоге улучшаются функции опорно-двигательного аппарата и внутренних органов.
У людей, систематически занимающихся утренней гимнастикой, улучшается сон, аппетит, общее самочувствие и повышается работоспособность.

### Физическое воспитание
Физическое воспитание является частью практически всех систем воспитания молодёжи. Оно способствует выработке качеств, необходимых для успешной умственной и трудовой деятельности и вносит существенный вклад в формирование всесторонне развитой личности.
Понятия, использующиеся в теории физического воспитания, включают:
- физическое развитие;
- физическое совершенствование;
- физическая культура;
- физическое воспитание;
- физическое образование;
- физическая подготовленность;
- физические упражнения;
- двигательная активность;
- двигательная деятельность;
- спорт.

Задачи физического воспитания:
- укрепление здоровья, гармоничное физическое развитие;
- повышение работоспособности;
- развитие основных двигательных качеств (силы, ловкости, выносливости);
- воспитание нравственных качеств (смелости, настойчивости, решительности, дисциплинированности, ответственности, коллективизма);
- формирование потребности в постоянных занятиях физкультурой и спортом;
- развитие стремления быть и оставаться здоровым.

#### История физического воспитания
В Российской империи в Смольном институте благородных девиц, в Воспитательном доме и других заведениях ведомства Её Императорского Величества Марии Фёдоровны в учебном процессе большое внимание было уделено закаливанию, играм на свежем воздухе и гимнастике.
В 1869 году доктор Клевезаль, будучи преподавателем физической культуры, пропагандировавший регулярные занятия физическими упражнениями, написал и издал первый в Российской империи учебник по физическому воспитанию для женских учебных заведений. В этой книге автор описал положительные и отрицательные стороны физического развития и указал, что правильно и регулярно выполняемые физические упражнения являются необходимым предметом воспитания детей. Во время его работы Санкт-Петербургский Николаевский сиротский институт стал первым в стране учебным заведением, выпускающим учительниц физической культуры.
Педагог и педолог, врач Аркин Ефим Аронович (1873—1948) являлся также горячим защитником физической культуры, в которой он видел одно из могучих орудий воспитания.
В 1885 году русский педиатр, педагог, теоретик физического воспитания Покровский Егор Арсеньевич выпустил труды, посвящённые исследованиям детского развития и воспитания, физического воспитания и детских игр разных народов и регионов дореволюционной России.
Педагог, анатом и врач Пётр Францевич Лесгафт (1837—1909) является основоположником в России научной системы физического воспитания, гармонично способствующей умственному развитию и нравственному воспитанию молодого человека. Созданные им в 1896 году «Курсы воспитательниц и руководительниц физического образования» были первым в России высшим учебным заведением по подготовке специалистов физического воспитания, прообразом современной Санкт-Петербургской академии физической культуры имени П. Ф. Лесгафта.
В 1913 году врач гигиены и педиатр Валентин Владиславович Гориневский служил профессором Высших курсов им. Лесгафта в Петербурге и являлся последователем П. Ф. Лесгафта и автором научных трудов в области закаливания организма, по теории и практике физической культуры и методике физического воспитания.
В 1925 году первый теоретик и библиограф российского спорта Георгий Александрович Дюперрон (1987—1934) работая в Государственном институте физического образования им. П. Ф. Лесгафта написал фундаментальный, 3-томный труд «Теория физической культуры», который в дальнейшем переиздавался в 1927 и 1930 годах. Георгий Александрович Дюперрон выступал сторонником западноевропейских и французских методов физического воспитания.
Термин «физкультурное образование» относится к профессиональной подготовке в специальных учебных заведениях, а термин «физическое образование» (physical education) в первоначальном по П. Ф. Лесгафту смысле физического воспитания, может быть употреблён и в том, и в другом смысле.
За пределами России и других постсоветских стран термин «физическая культура», под которым понимается интерес к физическому развитию, спорту, начиная с XIX века, не распространён. В зависимости от конкретного направления спортивно-оздоровительных занятий используют названия: «спорт» (sport), «физическое воспитание» (physical education), «физическая подготовка» (physical training), «фитнесс» (fitness).
В 1925 году 10—15 ноября в Москве прошла Первая Всесоюзная конференция научных работников по физической культуре.
В высших учебных заведениях процесс физического воспитания студентов осуществляют на кафедре физического воспитания через учебную дисциплину «физическая культура». Кафедры физической культуры и спорта были учреждены в высших учебных заведениях страны в 1938 году постановлением Всесоюзного комитета по делам высшей школы при Совете народных комиссаров СССР.
Для физической подготовки с оздоровительными целями, общее время учебно-тренировочных занятий по дисциплине «физическая культура» и дополнительных самостоятельных занятий физическими упражнениями и спортом для каждого студента должно составлять 6-8 часов в неделю.
Физкультура является обязательным предметом в школах России, согласно Федеральному базисному учебному плану.

#### Физическое развитие
Физическое развитие в наиболее широком смысле означает процесс формирования естественных морфологических и функциональных свойств организма человека и основанных на них психофизических качеств и последующего их изменения на протяжении его индивидуальной жизни.
В узком значении термин «физическое развитие» обозначает совокупность некоторых морфофункциональных признаков, которые характеризуют в основном конституцию организма и измеряются в антропометрии и биометрии (рост, масса тела, окружность груди, рабочая ёмкость лёгких, состояние осанки и изгибы позвоночника, высота свода стопы, динамометрия, становая сила и другие параметры тела человека).
В более широком смысле термин «физическое развитие» означает также развитие психофизических двигательных качеств (быстрота, сила, ловкость, гибкость, выносливость).
На развитие физических качеств сильно влияют повседневные занятия физическими упражнениями (физкультурные занятия).

#### Физическое совершенство
Физическое совершенство — исторически обусловленный уровень физического развития, возникающий в результате полноценного использования физической культуры, подразумевающее оптимальную физическую подготовленность и гармоничное психофизическое развитие, соответствующее требованиям всех форм жизнедеятельности, в первую очередь — трудовой деятельности. Оно соответствует высокой степени развития индивидуальной физической одарённости и означает высокую биологическую надёжность организма индивида.

#### Физическое воспитание
Физическое воспитание — педагогический процесс передачи от поколения к поколению способов и знаний, необходимых для физического совершенствования, его цель — разностороннее развитие личности и физических способностей человека, формирования двигательных навыков и умений, укрепление здоровья. Этот процесс направлен на формирование двигательных навыков, психофизических качеств, достижение физического совершенства и играет важную роль в формировании физической культуры человека.

#### Физическая подготовленность
Физическая подготовленность — соответствующий возрасту уровень развития двигательных умений и навыков, описанный в нормативных требованиях учебной программы.

#### Физические упражнения
Физические упражнения — это движения (двигательные действия), используемые для развития физических качеств, двигательных умений и навыков, а также для развития внутренних органов и систем организма. Они являются основным средством всех видов физической культуры (под «упражнениями» понимаются неоднократные повторения двигательного действия).

#### Двигательная активность
Двигательная активность — это деятельность, характеризующая активность двигательного аппарата человека. Она является основой индивидуального развития и жизнеобеспечения организма человека, благодаря которой человек обеспечивает себе физиологически полноценное индивидуальное развитие.

#### Спорт
Спорт — соревновательная деятельность и подготовка к ней, составная часть физической культуры.
Спорт высших достижений — это та часть спорта, в которой участвует малая часть людей, избравших спорт своей основной деятельностью в определённый период жизни и занимающихся спортом с целью достижения максимально возможных спортивных результатов для побед на крупнейших спортивных соревнованиях — Олимпийских играх, чемпионатах мира, первенствах континентов и стран.
Массовый спорт — это составная часть спорта, охватывающая широкие массы людей, практически занимающихся спортом не ради спортивных достижений, но с целью укрепления здоровья, повышения работоспособности и коррекции телосложения. Это направление спортивного движения является базовым для спорта высших достижений.

### Физическое воспитание детей дошкольного возраста
Физическое воспитание детей дошкольного возраста занимает особое место в системе воспитания. Особенность этого периода состоит в том, что организм дошкольника обладает низкой сопротивляемостью к неблагоприятным воздействиям среды, но вместе с тем быстро увеличивает свои адаптивные и функциональные возможности. Период от рождения до 7 лет характеризуется большой двигательной активностью. Именно в дошкольном детстве формируется здоровье, общая выносливость, работоспособность, жизнедеятельность, всестороннее физическое развитие, совершенствование функций организма, повышение активности. Формируется нервная система, костно-мышечная системы, дыхательный аппарат.
Физическое воспитание способствует умственному, нравственному и эстетическому воспитанию дошкольников, формируя гармонически развитую личность. Целью физического воспитания является формирование у детей основ здорового образа жизни.
В процессе физического воспитания осуществляют оздоровительные, образовательные и воспитательные задачи:
- Укрепление и охрана здоровья ребёнка, закаливание организма
- Помощь в формировании изгиба позвоночника, развитие сводов стопы, укреплению связочного аппарата, развитию всех групп мышц
- Формирование жизненно необходимых видов двигательных действий (ходьбы, бега, прыжков)
- Развитие физических качеств (ловкость, выносливость)

Физическое воспитание детей осуществляют в соответствии со следующими гигиеническими правилами:
- Выбор оптимального двигательного режима с учётом биологической потребности растущего организма в движении и его функциональных возможностей;
- Разграниченное применение средств и форм физического воспитания в зависимости от возраста, пола, состояния здоровья и физической подготовленности;
- Систематичность занятий, и комплексное использование всех средств и форм физического воспитания;
- Создание гигиенически полноценных условий внешней среды во время занятий.

## Влияние физической активности на здоровье
Любая физическая активность, как повседневная, так и целенаправленное выполнение физических упражнений, значительно снижают риск сердечно-сосудистых заболеваний.
Учёные рекомендуют проводить не менее 150 минут в неделю в состоянии физической активности, в которую входят любые действия, требующие затрат энергии, в том числе: поход в магазин, пешая ходьба, уборка и другая работа по дому, передвижение на велосипеде, занятия физкультурой. Соблюдение этих рекомендаций позволит предотвратить приблизительно 1 из 6 ранних смертей, 1 из 9 случаев сердечно-сосудистых заболеваний и 1 из 20 случаев рака для каждых 30 миллионов взрослых жителей.
75 минут еженедельной физической активности снижает риск развития сердечно-сосудистых заболеваний на 17%, онкозаболеваний — на 7%, ранней смерти — на 23%.

### Физическая культура при беременности
Для поддержания здоровья и хорошего самочувствия беременной женщине необходимы физические занятия. Беременным женщинам рекомендуют делать упражнения до получаса в день и до пяти дней в неделю. Перед началом любых упражнений необходимо консультация лечащего врача.
Однако при таких заболеваниях, как диабет, заболевания сердца и астма, врачи рекомендуют воздержаться от занятий физической культурой. Также необходимо воздержаться от нагрузок в следующих случаях: ослабление шейки матки, угроза выкидыша или непроизвольный аборт в предыдущую беременность, кровянистые выделения или кровотечения, преждевременные роды в прошлом, предлежание плаценты.
Чтобы начать физические упражнения после родов, необходимо проконсультироваться с врачом, он подскажет, какие упражнения будут безопасны, и когда их можно начинать.

### Физическая культура в пожилом возрасте и старости
Регулярные силовые тренировки эффективно улучшают большинство аспектов качества жизни, снижающегося с возрастом. Силовые тренировки не только увеличивают силу рук и силу хвата кисти, они также уменьшают вероятность развития депрессии у пожилых людей.

## Физическая культура в искусстве

### Физическая культура в литературе
Ещё в 1795 немецкий поэт, философ Фридрих Шиллер в работе «О возвышенном» размышлял на тему достижения свободы человека, физической культуры, нравственности:
Культура должна освободить человѣка и помочь ему осуществить всецѣло свое понятіе.
Это возможно двоякимъ путемъ, или реалистическимъ, когда человѣкъ силѣ противуполагаетъ силу же, когда онъ какъ природа овладѣваетъ природою; или идеалистическимъ, когда онъ преодолѣваетъ природу и, такимъ путемъ, по отношенію къ себѣ уничтожаетъ понятіе насилія.
Физическая культура дѣлаетъ его способнымъ къ первому.

 ... И человѣкъ лишился бы своей свободы, еслибъ онъ не былъ способенъ ни къ какой иной культурѣ, кромѣ физической.Фридрих Шиллер, О возвышенном,  1795. Перевод Эрнеста Радлова, 1902
В 1915 году вышла полная библиография спорта и физического развития всех книг, брошюр, журналов, вышедших в России по 1913 год составленная Георгием Александровичем Дюперроном.
В 1924 году в рассказе Михаила Булгакова «Документ-с» обсуждается объявление правления клуба для предстоящего вечера на летней площадке:
(Выдержка из объявления)
Каждый из вас может и должен сделаться (по многим причинам) втрое (!) сильнее. Сила создаёт энергию и бодрость. Нервы окрепнут.
Работоспособность повысится. Всё это через физкультуру. Физкультура для всех возрастов не препятствие (?!).
Мы постоянно боремся — исход борьбы зависит от наличия физических и психических сил у каждого.
Взрослые за физкультуру.
Никогда не поздно.
ФИЗКУЛЬТУРА
ЩИТ
ОТ
СТАРОСТИ
... Одним словом, товарищи, так составлять объявления нельзя!
Развязно и непонятно.Булгаков Михаил , Документ-с , «Гудок», 23 августа 1924 года
В 1927 году в рассказе Евгения Петровича Петрова «Непременный спортсмен» описывается хилый на первый взгляд, но очень резвый спортсмен:
Я положительно полюбил физкультуру и не пропускал ни одного мало-мальски интересного состязания.
...Он встряхнул лыжами, озабоченно посмотрел на небо и вдруг (я не верил своим глазам) встрепенулся и энергично побежал за трамваем № 15.

Да!.. Поперечников бежал!.. Сомнений быть не могло. Он бежал, спотыкаясь под тяжестью лыж, чуть не падая, обливаясь потом, но бежал… Бежал упорно и отчаянно… Трамвай ускорил ход. Наддал и Поперечников. И вот (я посмотрел на часы — прошло не больше 10 секунд) Поперечников вскочил на подножку.
Поперечников показал хорошую резвость. Физкультура победилаЕвгений Петрович Петров, Непременный спортсмен.  Необыкновенные истории из жизни города Колоколамска. Илья Ильф, Евгений Петров. Смехач, 1927. № 41
В 1929 году в рассказе Евгения Петровича Петрова «Париж — РСФСР» описывается «страшное поражение» высшего совета физической культуры (ВСФК):
По всей Москве были развешаны зазывательные плакаты. На плакатах был изображён атлетически сложенный футболист. Правая нога футболиста была задрана к небу. Лицо выражало твёрдую решимость и в то же время сознательное отношение к физической культуре как таковой.
Любители футбола от 6 до 72 лет включительно с глухим рычанием бросались к кассе и покупали билеты (1 руб. сидячие и 50 коп. стоячие).

Спортивный мир трепетал в ожидании красивого и полезного зрелища, развивающего тело и дух.Евгений Петрович Петров, Париж — РСФСР/  Илья Ильф, Евгений Петров. Необыкновенные истории из жизни города Колоколамска.1929